# Sawanit Kongsiri
Sawanit Kongsiri (20 de abril de 1942) es un político y diplomático de Tailandia, y fue viceministro de Asuntos Exteriores del gobierno interino.
Máster en Relaciones Internacionales por la Universidad Americana de Washington, Estados Unidos, ha sido embajador en Austria, Hungría, China y Australia, así como en la Agencia Internacional de la Energía Atómica. Antes del golpe de Estado de 2006 ocupaba el puesto de adjunto a la Secretaría General de la Cruz Roja de Tailandia.
Fue cesado como ministro en el otoño de 2007 al señalarlo la Comisión Anticorrupción como implicado en uno de los procedimientos abiertos por cobro de comisiones ilegales.